# Ландграф
Ландграф (на немски: Landgraf; на латински: comes provincialis, comes patriae, comes terrae, comes magnus, comes provinciae, comes principalis, lantgravius) е княжеска титла и стои така над нормалното графско съсловие. През Свещената Римска империя най-късно от късното Средновековие ланд-, марк- и някои пфалцграфове принадлежат към имперското княжеско съсловие и така фактически са поставени като равни на херцозите.